# Економічний факультет Київського національного університету імені Тараса Шевченка
Економічний факультет — навчально-науковий структурний підрозділ Київського національного університету імені Тараса Шевченка що покликаний провадити фундаментальну підготовку спеціалістів у галузі економіки.

## Історія
Факультет був заснований у 1944 році.

## Очільники
Декани економічного факультету:
- Ігнатюк Анжела Іванівна — з 2018 року

## Структура
На факультеті працює 11 кафедр (станом на 01.01.2024):
- екологічного менеджменту та підприємництва
- економічної кібернетики
- економіки підприємства
- економічної теорії, макро- і мікроекономіки
- іноземних мов
- менеджменту інноваційної та інвестиційної діяльності
- міжнародної економіки та маркетингу
- обліку та аудиту
- страхування та ризик-менеджменту
- статистики та демографії
- фінансів

та 3 відокремлених підрозділи:
- Німецько-український центр економіко-екологічної освіти, науки, підприємництва і культури;
- Центр фінансової освіти, науки та атестації фахівців в галузі фінансового ринку;
- Навчально-виробничий центр страхового бізнесу.

## Наукові дослідження
Основні напрями наукових досліджень на факультеті:

## Відомі випусники
- Базилевич Віктор Дмитрович (1949) — Лауреат Державної премії України в галузі науки і техніки, Заслужений діяч науки і техніки України;
- Кравчук Леонід Макарович (1934—2022) — перший Президент незалежної України
- Лютий Ігор Олексійович (1960) — Заслужений економіст України;
- Нефьодов Максим Євгенович (1984) — держаний діяч;
- Черняк Володимир Кирилович (1941) — Народний депутат України ІІІ і ІV скликань;
- Чухно Анатолій Андрійович (1926—2012) — академік НАН України
- Філіпенко Антон Сергійович (1943) — Заслужений працівник освіти України, Заслужений діяч науки і техніки України;